# Hermann Kahlenbach
Hermann Kahlenbach (* 25. Oktober 1929 in Immekeppel, bei Bergisch Gladbach; † 22. Mai 2002 in Saarbrücken) war ein bekannter deutscher Komponist und Arrangeur.
Kahlenbach studierte an der Musikhochschule Köln Klavier und Posaune. Seine erste Anstellung fand er 1957 im Orchester des Landestheaters Detmold als Solo-Posaunist, von wo er 1962 zum Rundfunk-Sinfonie-Orchester des Saarländischen Rundfunks wechselte. Seine zahlreichen Kompositionen und hervorragenden Arrangements – überwiegend moderne Unterhaltungsliteratur für Blasorchester – machten seinen Namen weithin bekannt und brachten ihm viele Aufträge für Kompositionen und Arrangements, u. a. für die Bläservereinigung der Berliner Philharmoniker, für die Rheinland-Pfalz-Musikanten und für große Unterhaltungsorchester.
Ab 1977 hat er als Dirigent die Stadtkapelle Saarbrücken zu einem der leistungsfähigsten Blasorchester der Region geformt. Im Oktober 1999 feierte Hermann Kahlenbach seinen 70. Geburtstag und legte das Dirigentenamt nach 22 Jahren nieder. Danach blieb er der Stadtkapelle Saarbrücken noch als Posaunist treu.
1987 verlieh ihm die saarländische Landesregierung den Titel „Kammermusiker“.
1989 gründete er das St. Ingberter Jazz-Orchester Hermanns Bigband, dessen Bandleader er bis zu seinem Tod war.
1995 gründete er zusammen mit Fred Schmeer aus Bischmisheim das "Hermann Kahlenbach – Ensemble". Ein Ensemble, welches im Stiel der "Comedian Harmonists" Tonfilmschlager der 20er, 30er und 40 Jahre interpretiert. Er schrieb viele Arragements für den zehn Mann starken Chor dessen Leiter er bis zu seinem Tod war. Das Ensemble wird heute von Chormusikdirektor Walter Niederländer geleitet.
1998 wird er mit dem Saarländischen Verdienstorden ausgezeichnet.